# Colus hirudinosus
Colus hirudinosus är en svampart som beskrevs av Cavalier & Séchier 1835. Colus hirudinosus ingår i släktet Colus och familjen stinksvampar.   Inga underarter finns listade i Catalogue of Life.

## Källor

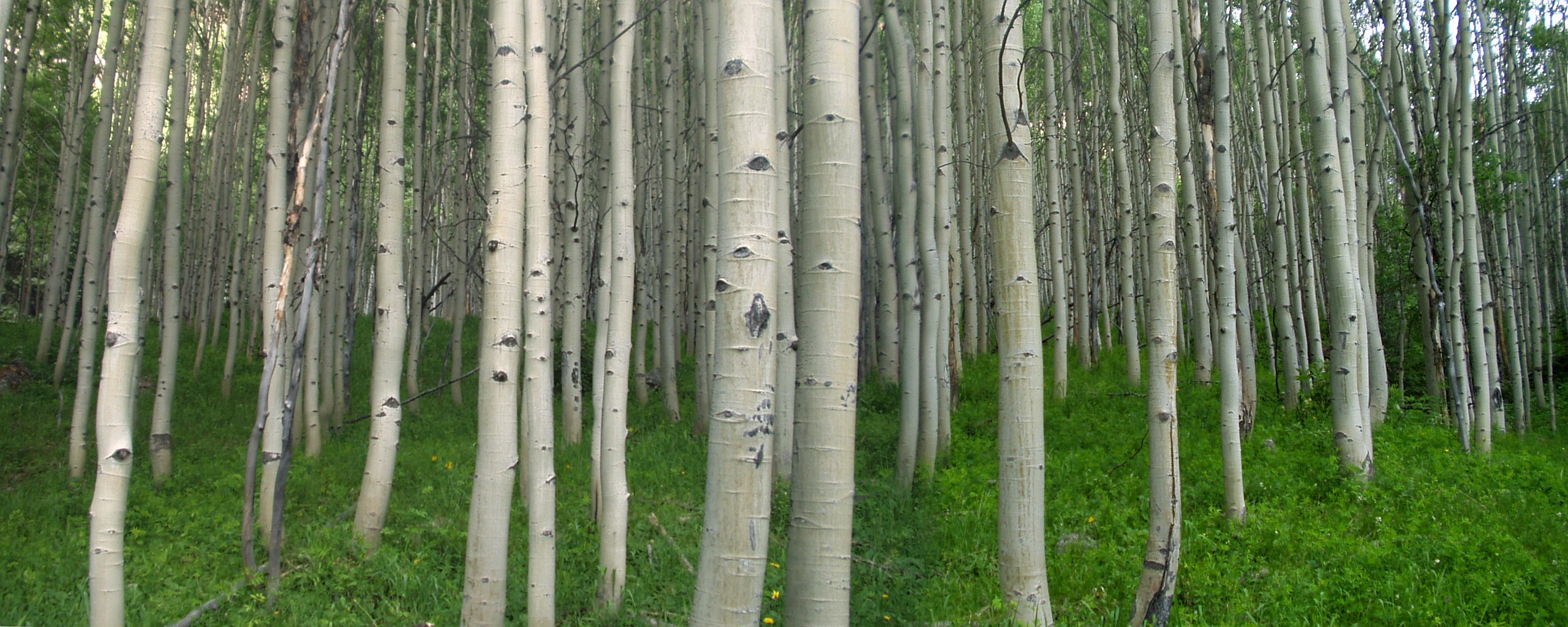
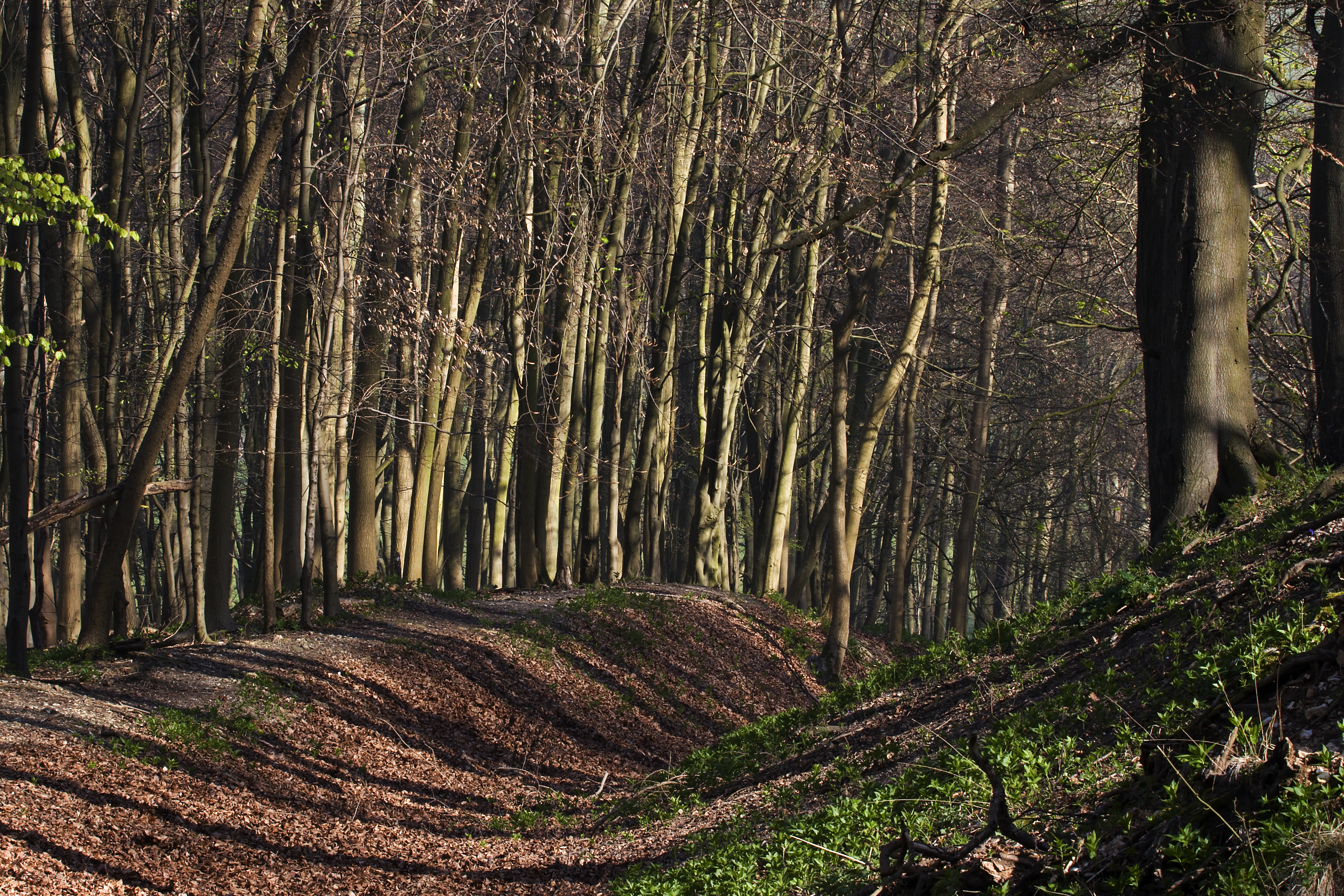
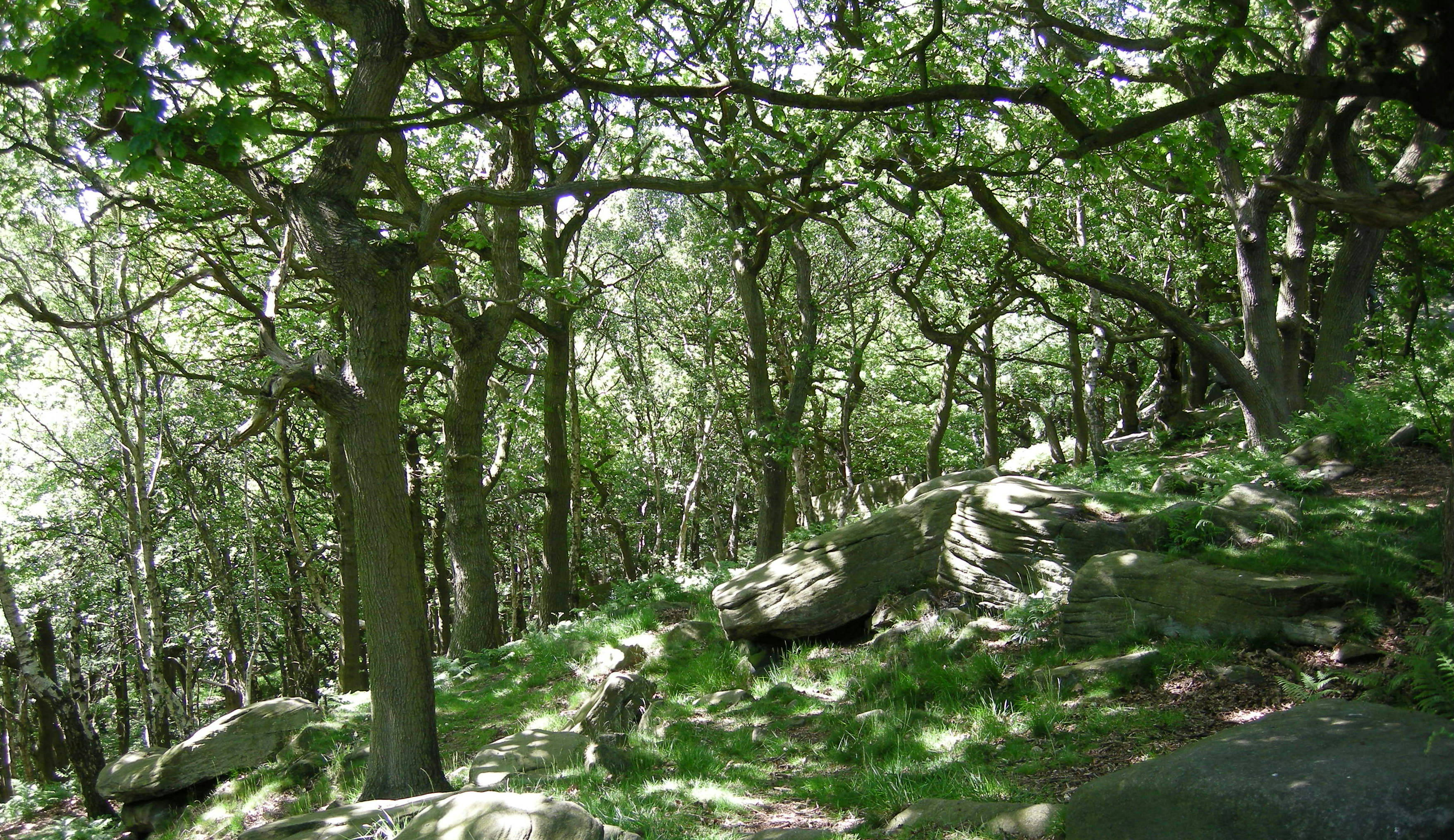
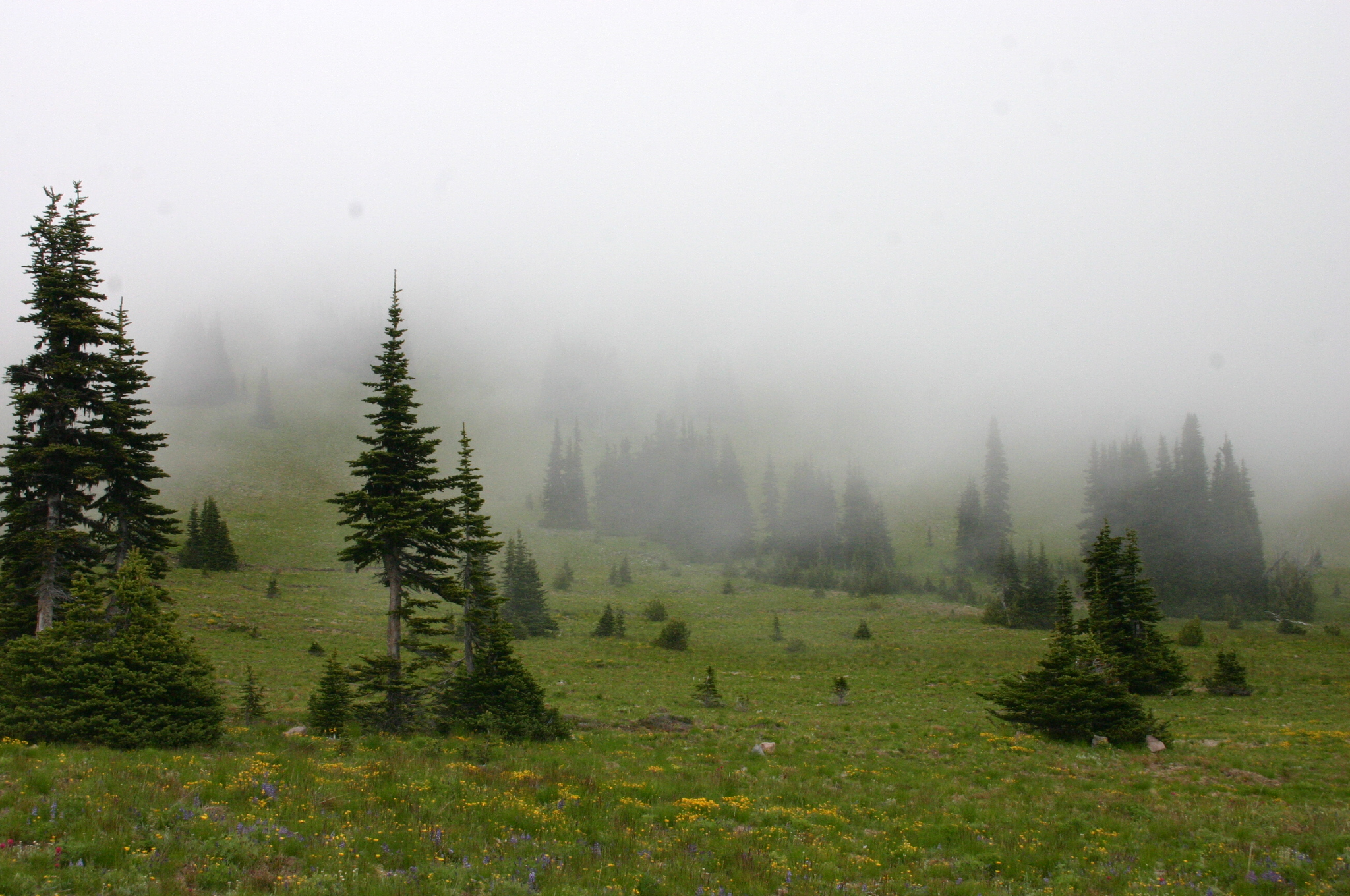
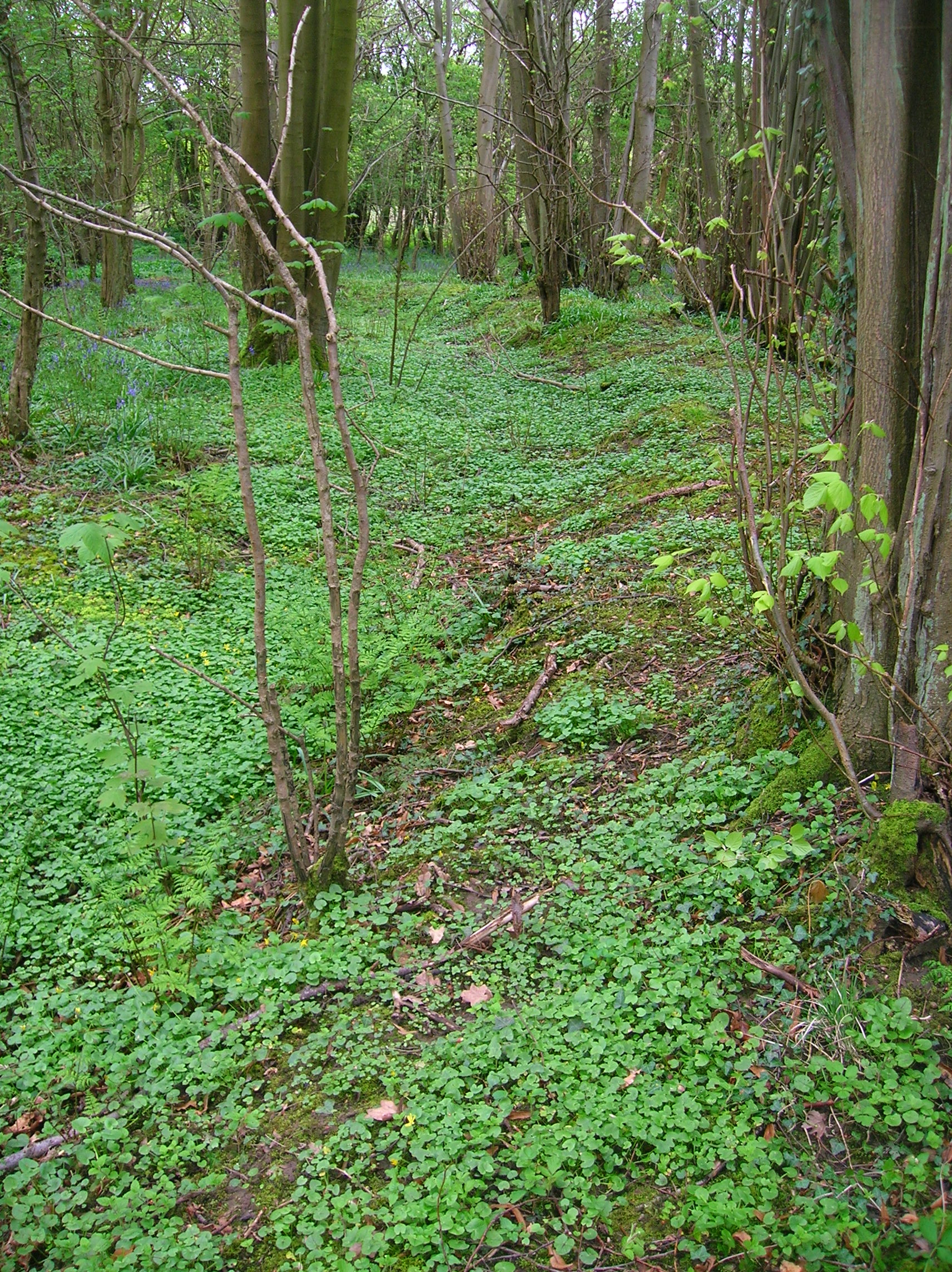
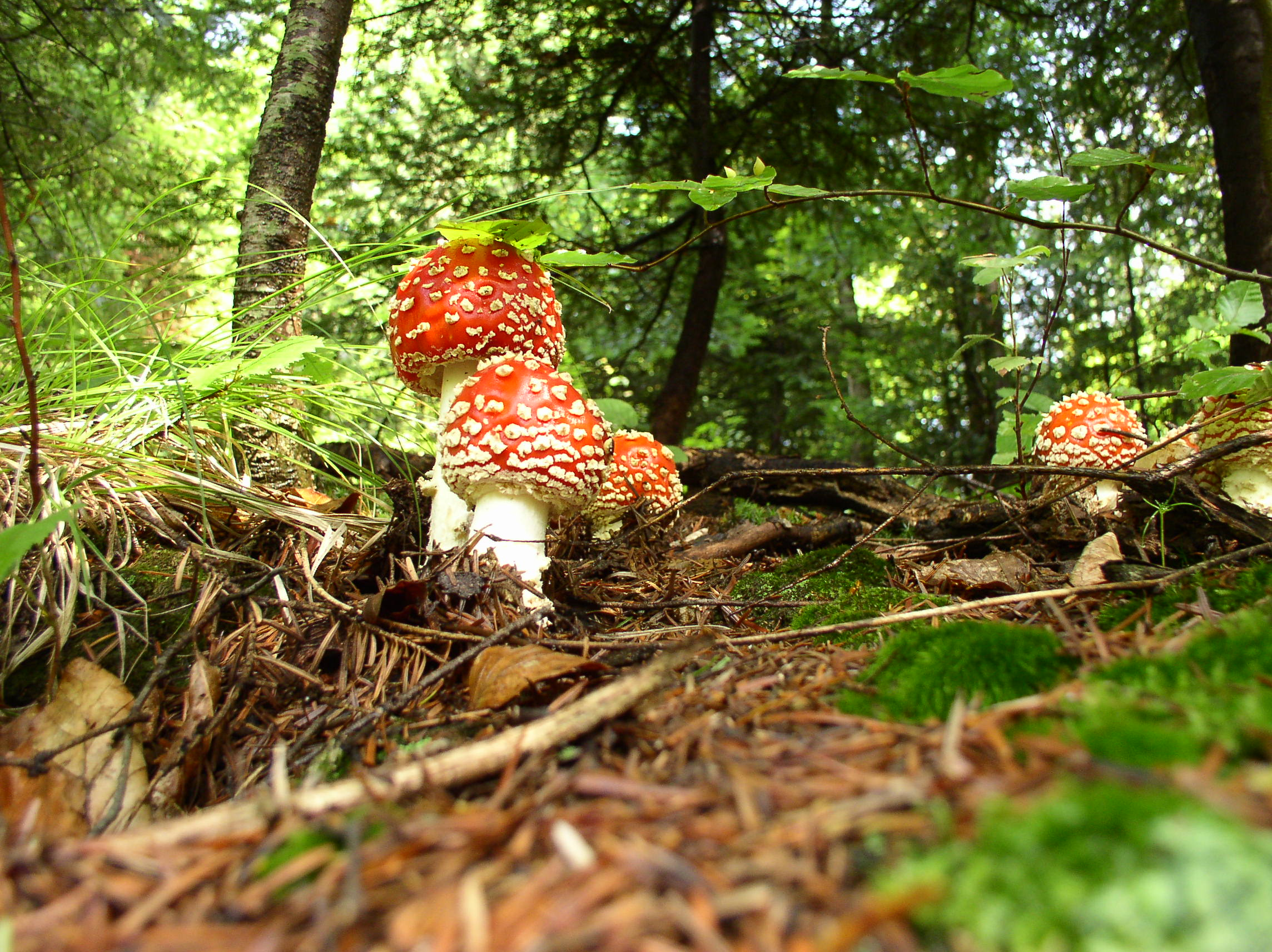
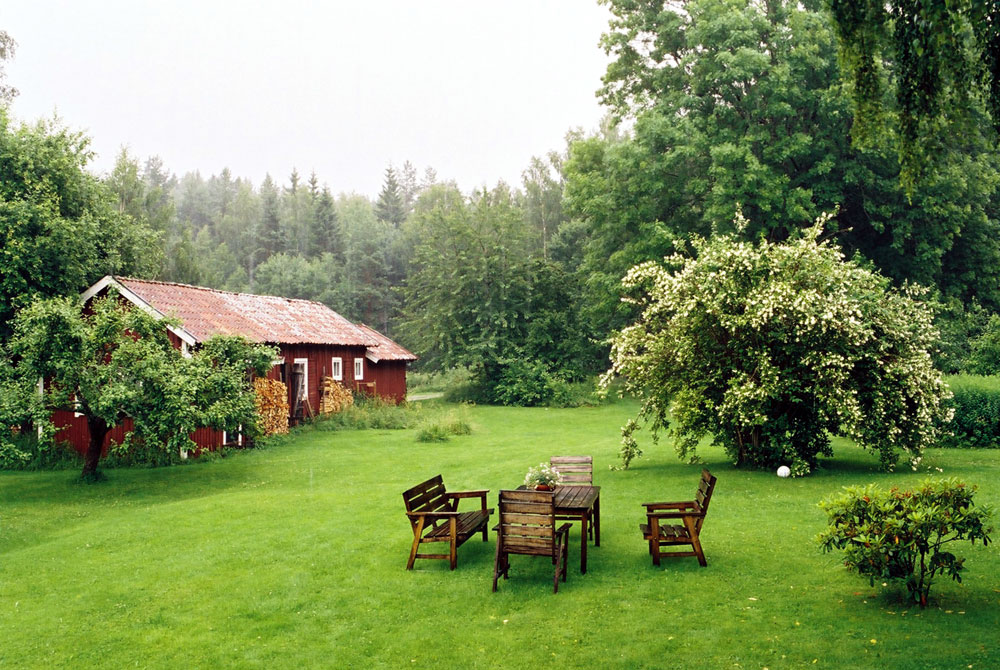
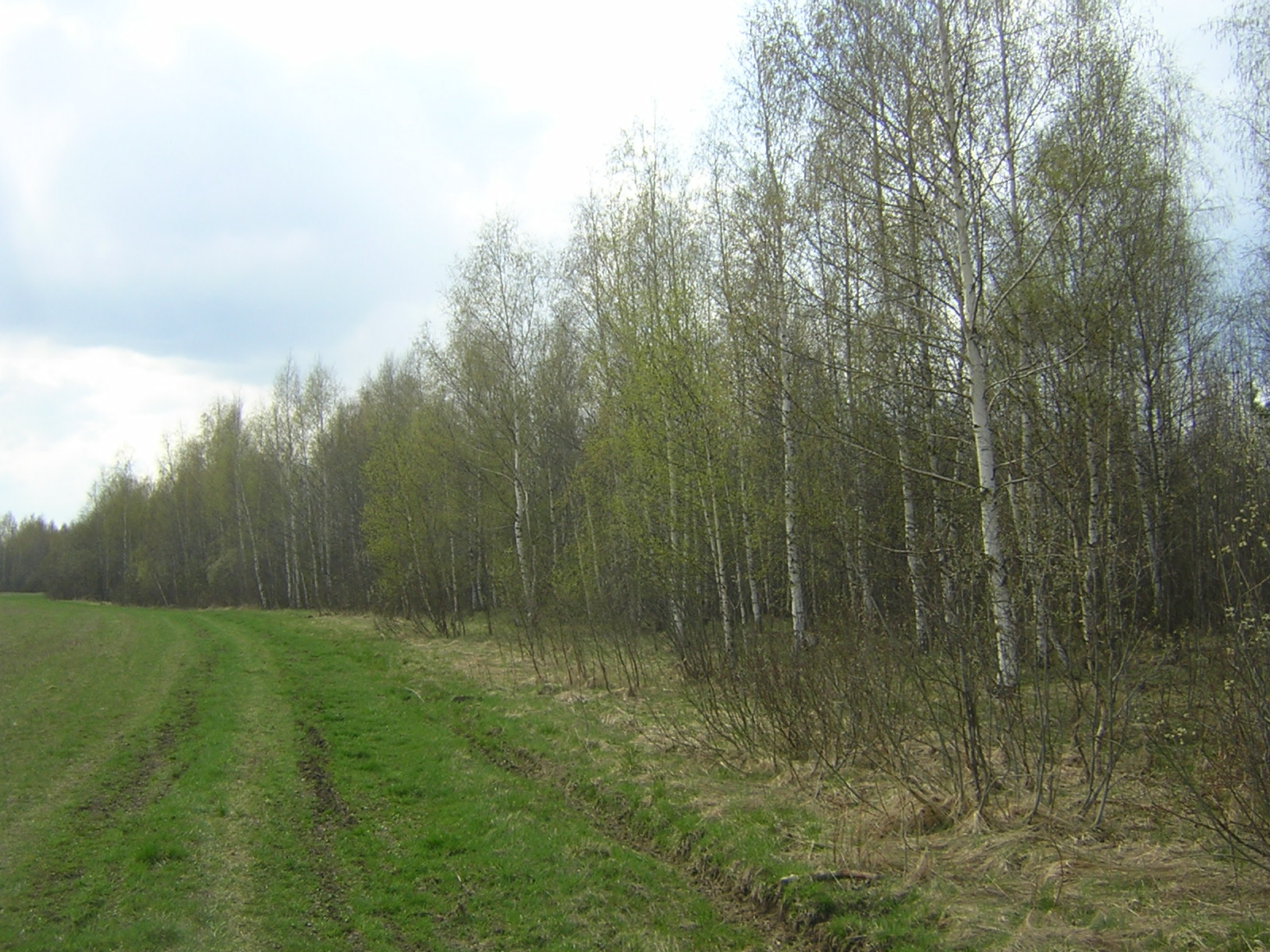